# 伊波拉病毒 (電影)
《伊波拉病毒》是一部1996年的香港III級剝削電影，由王晶監製，邱禮濤執導，黃秋生主演。
本片製作時正值黃秋生憑《八仙飯店之人肉叉燒包》贏得金像影帝，與此同時又適逢非洲國家盧旺達爆發伊波拉病毒，故以相關新聞製作。此片裡黃秋生飾演一個變態人物，拍下了大量恐怖、變態、血腥之鏡頭，可說是港產片中的典型邪典電影。

## 劇情
古惑仔阿雞（黃秋生飾）因與大哥之妻子通姦，被大哥（成奎安飾）發現。大哥本欲把阿雞生殖器官割除，卻反被阿雞殺死，阿雞並殺死大嫂及其手下，本欲燒死其女兒，卻被撞見而失敗逃跑。阿雞因謀殺案逃到南非一家餐館工作，其間姦殺了一名昏迷的黑人土著少女，但死者本身已有伊波拉病毒，阿雞感染了病毒卻沒死，反而成了帶毒者。不久阿雞連餐館東主夫婦及表哥也殺死，並把三人起肉拆骨，製成「非洲叉燒包」出售。再取得餐館東主的財產後，阿雞又跑回香港，其身上病毒因而蔓延至很多人，而阿雞卻因而變得喪心病狂......最后阿雞被身著防護衣的督察楊國立（尹揚明飾）用火燒死。

## 演員
| 演員   | 角色       | 粵語配音 | 關係                                                                                             |
| 黃秋生 | 阿雞       | 黃秋生   | 古惑仔，原為餐館員工，阿霞前男友，後感染伊波拉病毒，不过本身却有免疫力。最終因為拒捕而被火燒死。 |
| 陳妙瑛 | 阿霞       | 林姍姍   | 阿雞前女友，後感染伊波拉病毒。                                                                   |
| 成奎安 | 大佬       | 成奎安   | 阿雞黑幫大佬，周小麗之父，被阿雞殺死。                                                           |
| 曾燕   | 大佬老婆   | 陸惠玲   | 被阿雞剪舌而死。                                                                                 |
| 羅莽   | 餐館老闆   | 張炳強   | 被伙計阿雞殺死，最后被弄成汉堡肉。                                                               |
| 張璐   | 餐館老板娘 |          | 被阿雞先姦后殺，最后被弄成汉堡肉。                                                               |
| 尹揚明 | 楊國立     | 陳欣     | 督察，用火把阿雞烧死，最后感染伊波拉病毒。                                                       |
| 王翠玲 | 周小麗     |          | 大佬之女（成年），後感染伊波拉病毒                                                               |
| 吳瑞庭 |            | 潘文柏   | 小麗男友                                                                                         |
| 敖志君 | 馬先生     | 郭立文   | 阿霞丈夫，道友，後感染伊波拉病毒                                                                 |
| 不詳   |            | 黃志明   | 阿雞朋友                                                                                         |
| 黃斌   | 飯店職員   | 楊捷康   | 阿雞所在飯店的服務員                                                                             |

## 逸事
片中場面之一是黃秋生所飾演的阿雞在廁所內用一塊生豬肉自瀆，黃秋生提到劇本原先安排是聞內褲，經過討論才變更劇情

## 外部連結
- 開眼電影網上《伊波拉病毒》的資料（繁體中文）
- 香港影庫上《伊波拉病毒》的資料（繁體中文）
- 豆瓣电影上《伊波拉病毒》的資料 （简体中文）
- 爛番茄上《伊波拉病毒》的資料（英文）
- AllMovie上《伊波拉病毒》的资料（英文）
- 互联网电影数据库（IMDb）上《伊波拉病毒》的资料（英文）